# Gistgård

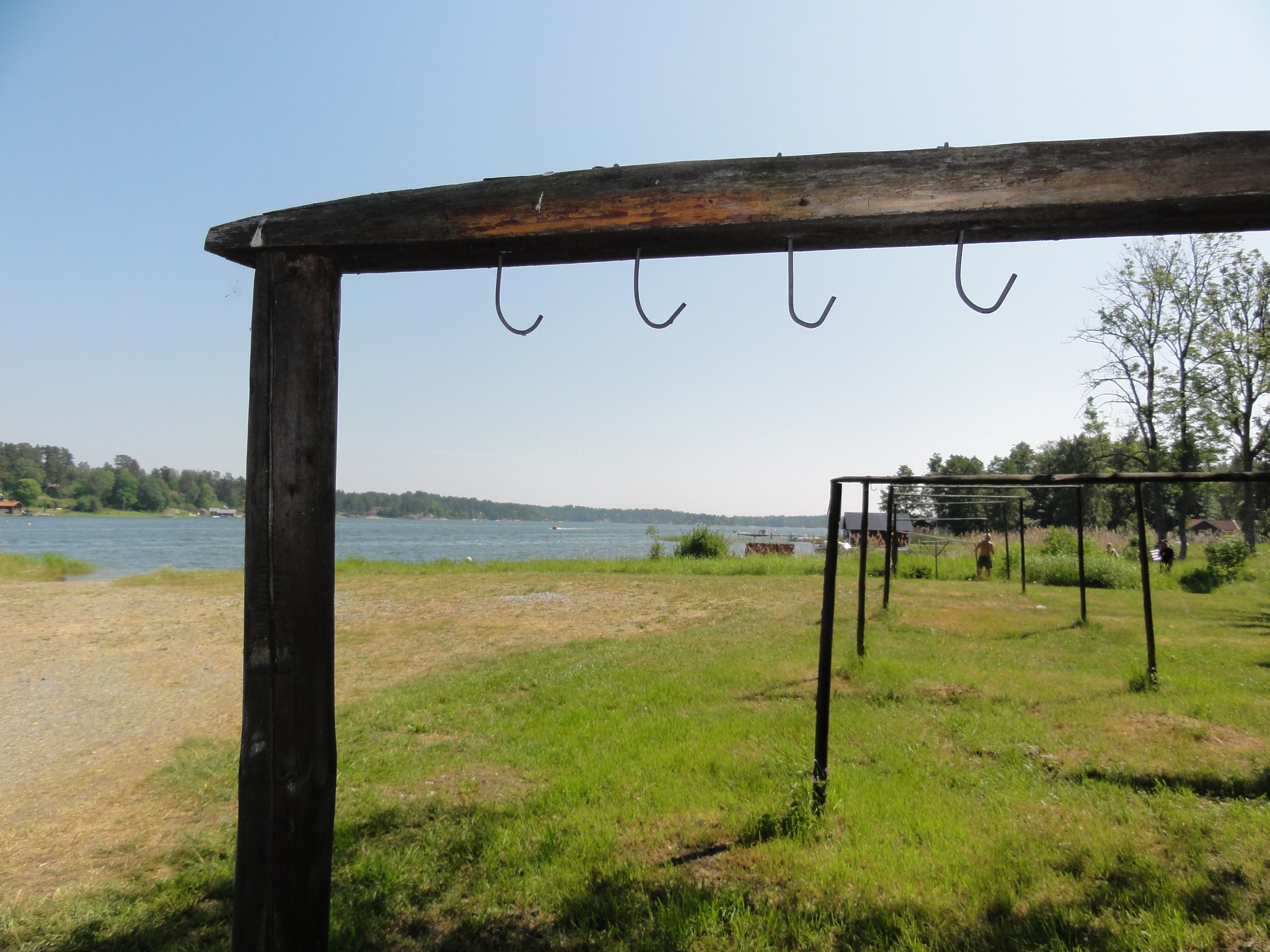
Gistgård för strömmingsnot i Vettershaga i Roslagen.

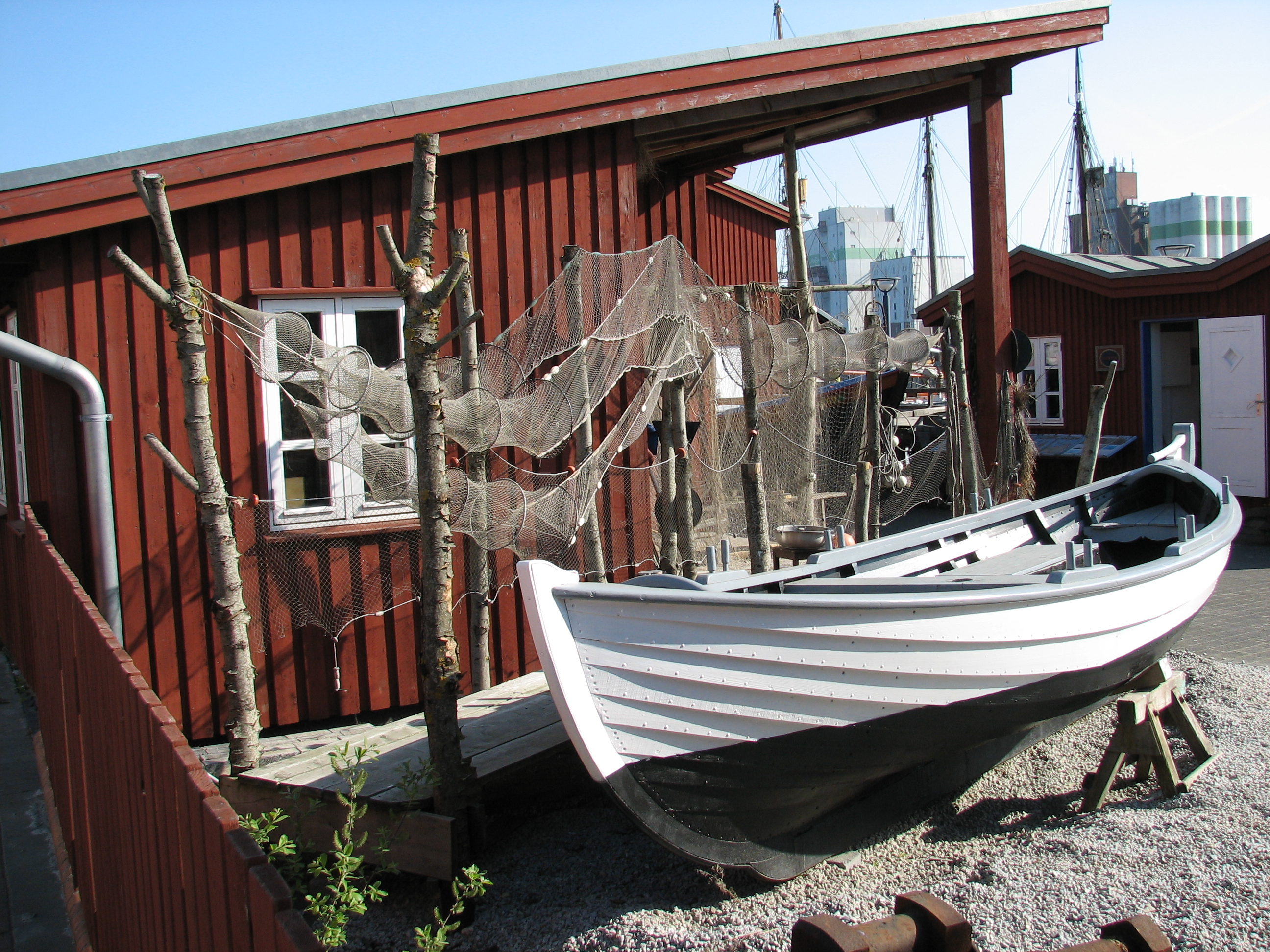
En torkställning i Flensburg, motsvarande en mycket enkel gistgård.

Gistgård är en träställning som fiskare använder för att torka fiskenäten efter begagnandet. Beteckningen används enligt  Svenska Akademiens ordbok längs Östersjökusten ner till Småland.
Gistgård betyder bokstavligen en samling av gistor, en gista avser då en stör med en klyka överst  men det sätter ingen begränsning i hur gistgården egentligen utformades. Det kunde vara tvärliggare mellan störarna som bildade en ram och både störar och liggare kunde ha krokar.